# Enthora atomaria
Enthora atomaria är en skalbaggsart som beskrevs av Leon Fairmaire 1905. Enthora atomaria ingår i släktet Enthora och familjen Melolonthidae. Inga underarter finns listade i Catalogue of Life.